# Cmentarz wojenny nr 111 – Racławice
Cmentarz wojenny nr 111 – Racławice – zabytkowy cmentarz z I wojny światowej położony na terenie wsi Racławice w gminie Biecz w powiecie gorlickim w województwie małopolskim, zaprojektowany przez Hansa Mayra. Jeden z ponad 400 zachodniogalicyjskich cmentarzy wojennych zbudowanych przez Oddział Grobów Wojennych C. i K. Komendantury Wojskowej w Krakowie. Należy do Okręgu III Gorlice.

## Opis
Cmentarz znajduje się na wzgórzu w obrębie pól uprawnych około 1300 m na północ od drogi wojewódzkiej nr 980 Biecz – Jurków, oznaczony oryginalnym drogowskazem, na działce ewidencyjnej nr 1350. Obiekt powstał na gruncie należącym do rodziny Olbrychów.
Cmentarz ma kształt prostokąta o powierzchni ogrodzonej około 406 m². Głównym akcentem architektonicznym obiektu był położony przy zachodnim ogrodzeniu wysoki drewniany krzyż centralny z półkolistym blaszanym nakryciem profilowanym. Pierwotnie cmentarz otaczał drewniany parkan wsparty na betonowych słupkach, a do bramy od strony wschodniej był przybity duży krzyż. Układ grobów w równoległych rzędach, z nagrobkami w formie krzyży jednoramiennych z blachy łączonej kulkami i dwuramiennych z prętów żelaznych na niskich betonowych cokołach.

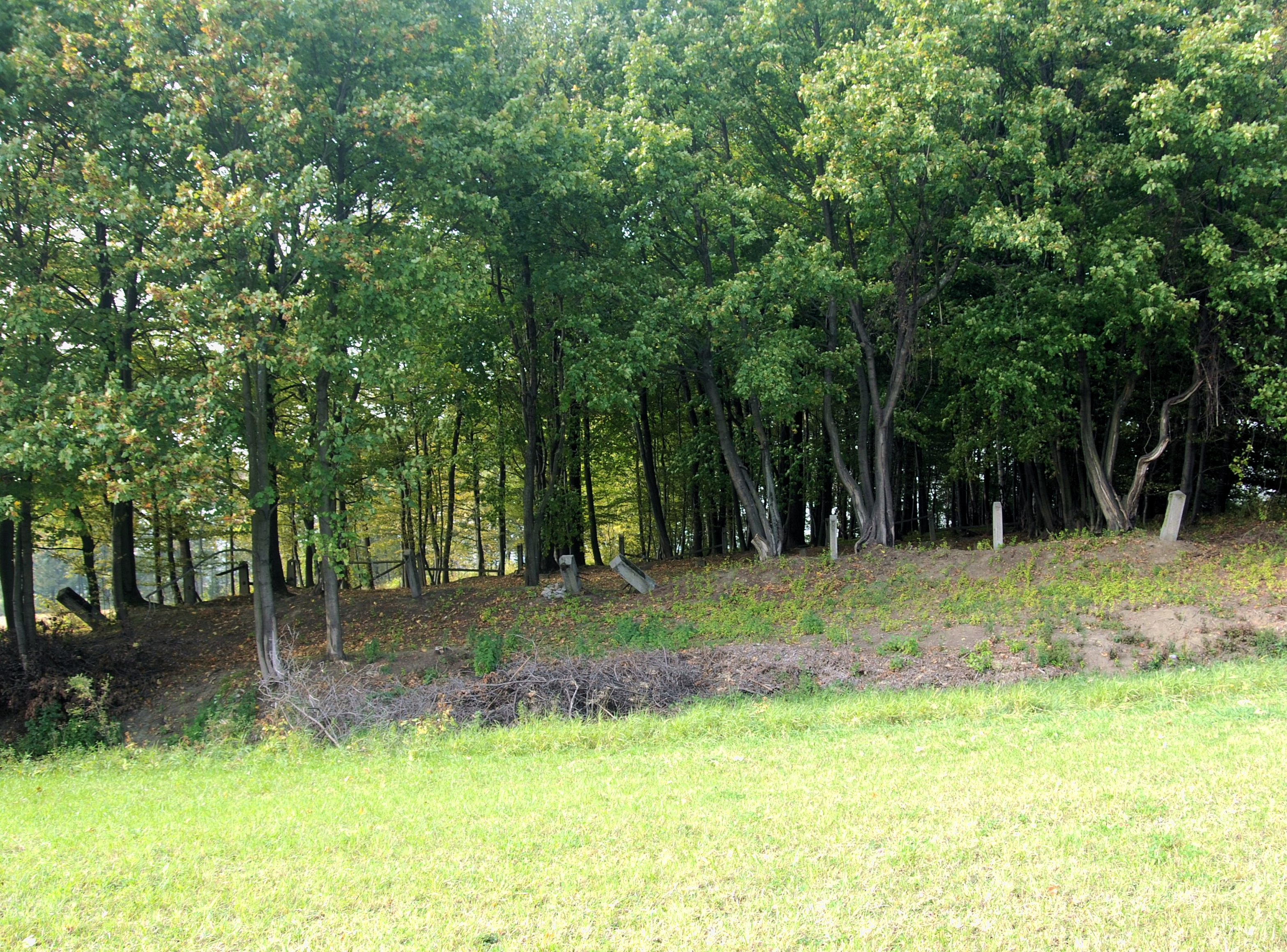
Widok ogólny 2015
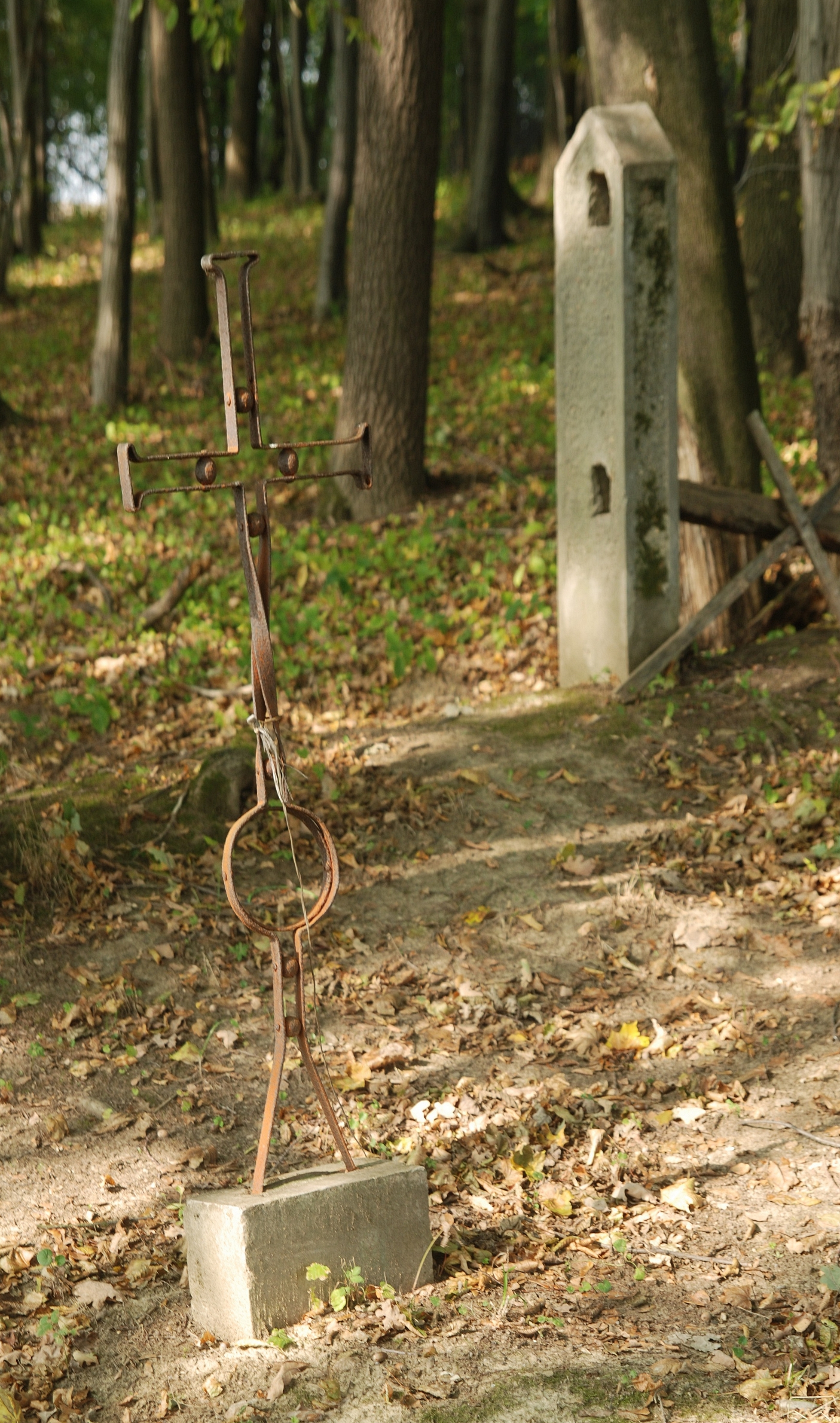
Krzyże jednoramienny 2015
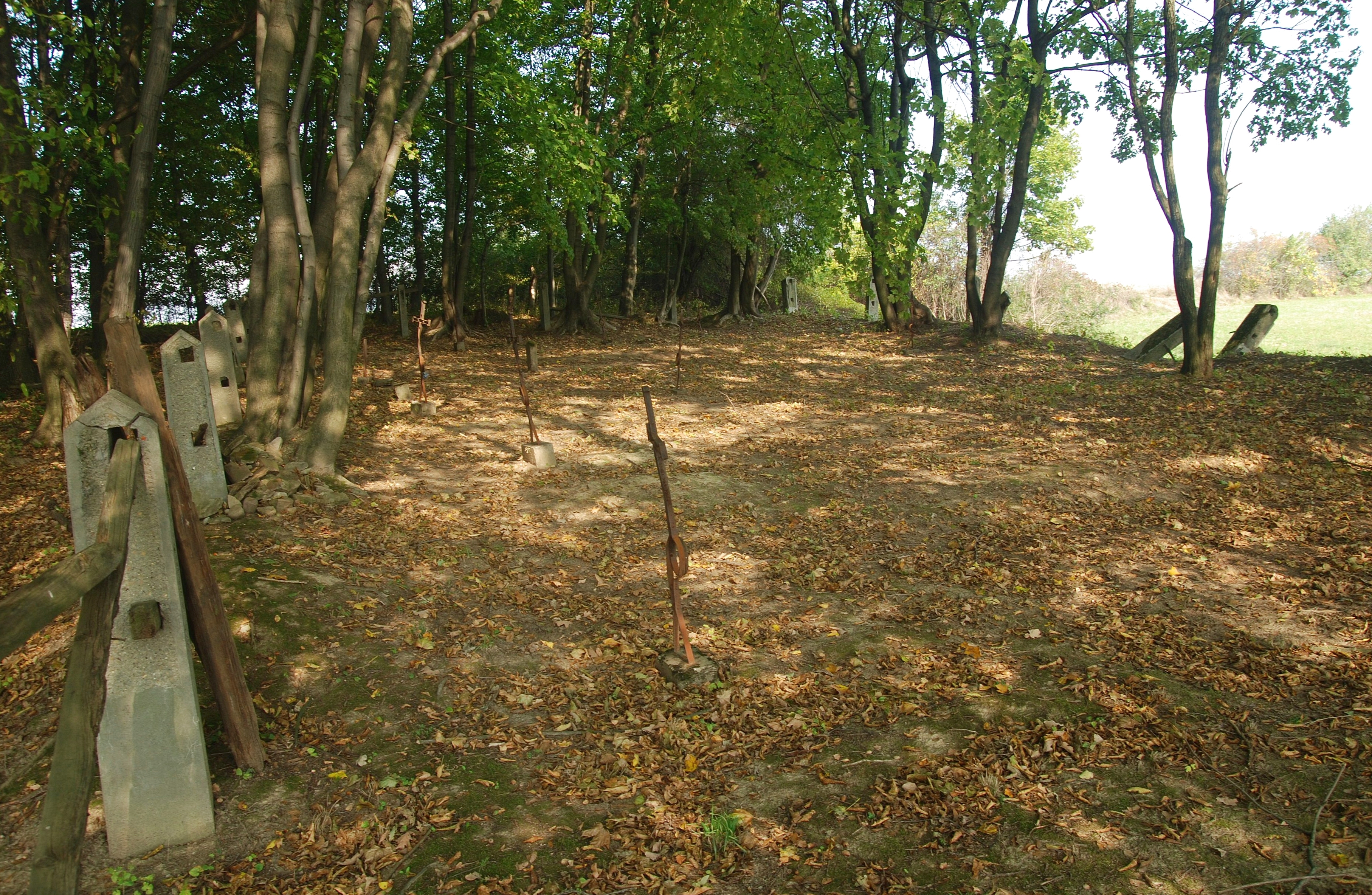
Widok od strony południowej 2015

Na cmentarzu pochowano 138 żołnierzy w 14 pojedynczych grobach i w 11 mogiłach zbiorowych:
- 78 żołnierzy austro-węgierskich
- 60 żołnierzy rosyjskich

poległych w 1914 i w maju 1915 w walkach na drugiej linii frontu rosyjskiego. Na cmentarzu pochowano żołnierza niemieckiego zabitego 16 stycznia 1945.
Cmentarz bardzo zaniedbany, w katastrofalnym stanie technicznym (stan 2015).

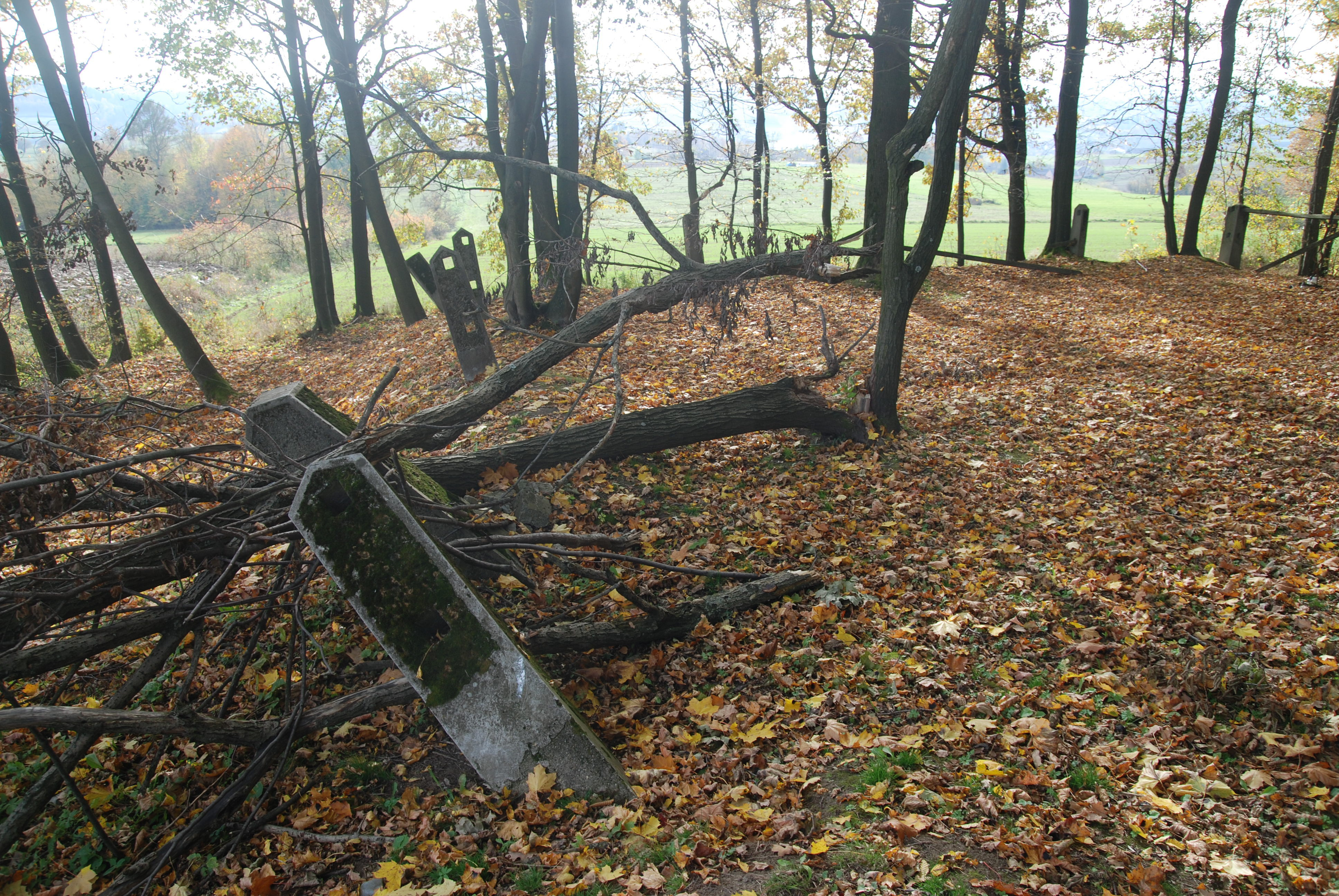
Ogrodzenie wschodnie 2017
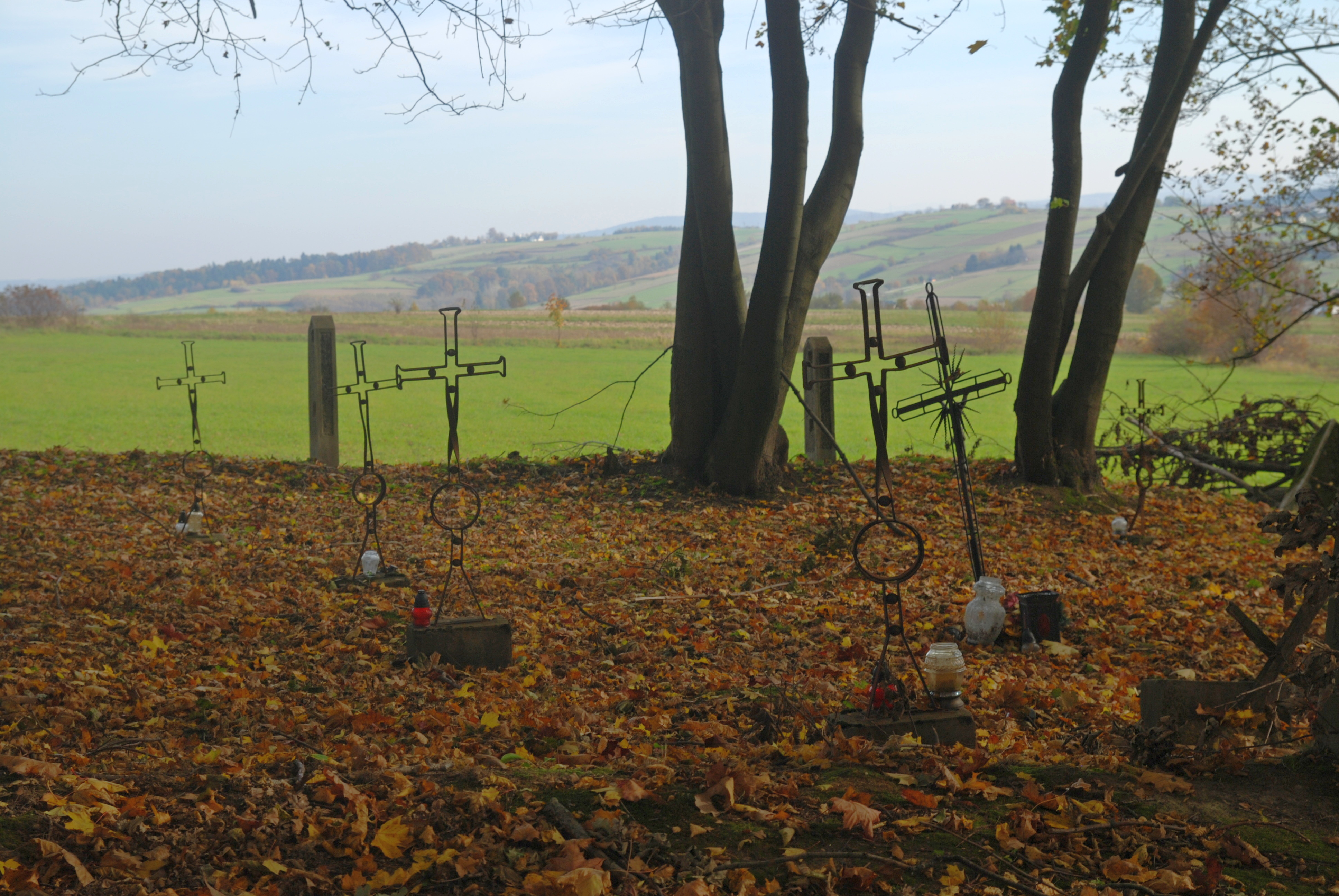
Krzyże 2017
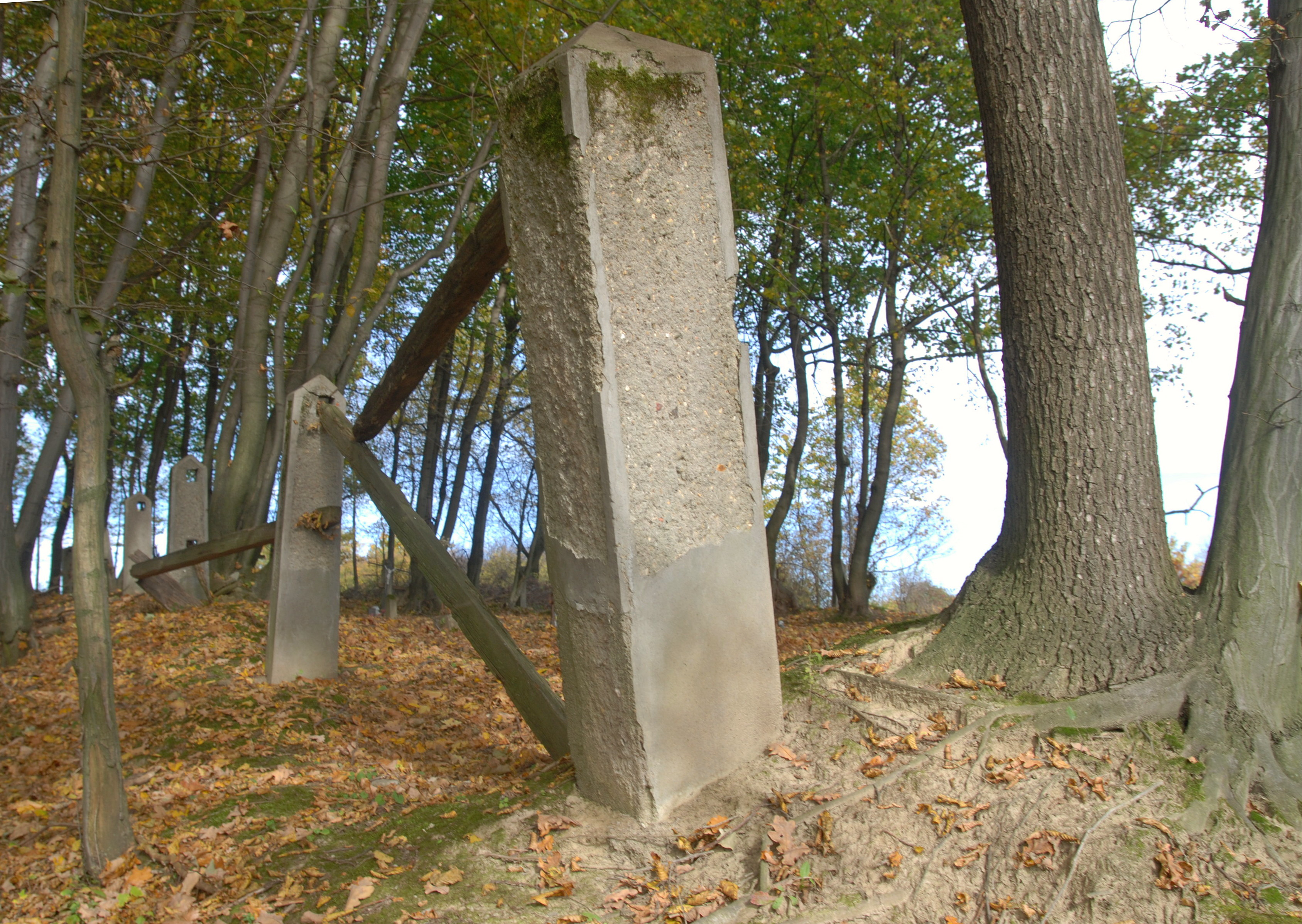
Ogrodzenie zachodnie 2017